# Вейга, Данилу
Дани́лу Фили́пе Ме́лу Вейга́ (порт. Danilo Filipe Melo Veiga; род. 25 сентября 2002, Гондомар) — португальский футболист, защитник клуба «Лечче».

## Клубная карьера
Вейга — воспитанник клубов «Эштерласш де Файженаш», «Салгейруш», «Порту» и «Пасуш де Феррейра». В 2021 году Данилу начал профессиональную карьеру в клубе «Фелгейраш 1932». 14 августа в матче против «Санжуаненсе» он дебютировал в Третьей лиге Португалии. Летом 2022 года Вейга перешёл в «Жил Висенте». 3 августа в поединке квалификации Лиги конференций против латышской «Риги» Данилу дебютировал за основной состав. 8 августа в матче против «Пасуш де Феррейра» он дебютировал в Сангриш лиге.
В начале 2023 года Вейга перешёл в хорватскую «Риеку». 